# Batman v Superman: Dawn of Justice
Batman v Superman: Dawn of Justice (englisch für Batman gegen Superman: Beginn der Gerechtigkeit) ist ein US-amerikanischer Actionfilm und eine Comicverfilmung. Der Film ist die Fortsetzung von Man of Steel aus dem Jahr 2013 und der zweite Teil aus dem DC Extended Universe. Nach zahlreichen Zeichentrickadaptionen ist Batman v Superman: Dawn of Justice der erste Realfilm, in dem sich die beiden Titelhelden von DC Comics, Superman und Batman, begegnen. Die Uraufführung war am 19. März 2016 in Mexiko-Stadt.
Die Regie übernahm wieder Zack Snyder. Das Drehbuch stammte von David S. Goyer und Chris Terrio, welches zum Teil von der Graphic Novel Batman – Die Rückkehr des Dunklen Ritters inspiriert wurde.
In der Rolle Supermans ist erneut Henry Cavill zu sehen; Ben Affleck schlüpft erstmals in die Rolle Batmans.

## Handlung
Als Kind rennt Bruce Wayne von der Beerdigung seiner Eltern fort. In einer Vision durchlebt er noch einmal deren Ermordung bei einem Raubüberfall, als er durch den Wald rennend in einen tiefen Brunnenschacht stürzt. Doch ein kreisender Ring von Fledermäusen trägt ihn an die Oberfläche zurück. Jahre später, als Wayne bereits seit langer Zeit als Batman gegen das Verbrechen in Gotham City kämpft, wird er in der Nachbarstadt Metropolis Zeuge davon, wie der Kampf zwischen den Kryptoniern Superman und General Zod die Stadt zerstört. Als dabei auch ein Hochhaus seines Unternehmens einstürzt und unzählige Menschen sterben, macht Wayne Superman für die Katastrophe mitverantwortlich, und fürchtet, dass dieser eines Tages eine existentielle Bedrohung für die Menschheit darstellen wird. Er plant, ihm Einhalt zu gebieten.
In Afrika begibt sich Supermans Freundin, die Journalistin Lois Lane, zu einem Kriegslager, um mit einem Warlord ein Interview zu führen. Während des Interviews töten anwesende Sicherheitsleute des Warlords weitere seiner Anhänger, verbrennen die Leichen und fliehen, als Superman erscheint. Ihm gelingt es, Lois vor dem Warlord zu retten. Später sagen Zeugen jedoch fälschlicherweise aus, Superman habe die Zivilisten getötet, woraufhin sich die öffentliche Meinung zum Teil gegen Superman wendet. Es kommt zu einem Senats-Untersuchungsausschuss, geleitet von Senatorin June Finch. Lois hat jedoch eines der Geschossprojektile der Söldner mitgenommen und beginnt, eigene Nachforschungen anzustellen.
Bruce Wayne ermittelt derweil gegen eine Person namens White Portuguese, die in Waffen- und Menschenhandel verwickelt sein soll. Ihm gelingt es, sich in das Handy von Anatoli Knyazev zu hacken, welcher regelmäßig mit dem reichen Unternehmer Lex Luthor kommuniziert. Wayne vermutet eine Verbindung zwischen Luthor und White Portuguese. Lois Lane findet derweil heraus, dass das Projektil nirgendwo auf der Welt erhältlich ist, nicht einmal auf dem Schwarzmarkt. Sie reist nach Washington D. C. und konfrontiert Calvin Swanwick, den Außenminister der Vereinigten Staaten, ob experimentelle Waffen nach Afrika geliefert wurden. Derweil sieht Superman im Fernsehen, wie Wallace Keefe, der beim Kampf gegen General Zod seine Beine verlor, das Superman-Denkmal mit „Falscher Gott“ besprayt. Keefe wird verhaftet.
Lex Luthor sieht Superman ebenfalls als Bedrohung und versucht Senatorin Finch zu überzeugen, ein aus dem Indischen Ozean geborgenes Stück grünes Kryptonit einführen zu lassen. Damit will er präventiv eine Waffe gegen Superman entwickeln. Die Senatorin lehnt dies nach einiger Bedenkzeit harsch ab, da sie nicht von den lauteren Absichten Luthors überzeugt ist. Daraufhin lässt Luthor das Kryptonit heimlich ins Land bringen. Jedoch erhält er Zugang zum Wrack des kryptonischen Raumschiffs und der Leiche von Zod.
Bruce Wayne versucht auf einer Abendveranstaltung von Lex Luthor, Daten von dessen Server zu kopieren. Auch Superman ist als Reporter unter seiner zivilen Tarnung Clark Kent zugegen, ehe er nach Ciudad Juarez fliegt, um Menschen vor einem Hausbrand zu retten. Derweil stellt Wayne fest, dass sein Datenträger von Diana Prince entwendet wurde. Am nächsten Tag erzählt Prince ihm jedoch, sie habe den Datenträger nur entwendet, weil Luthor Bilder gestohlen hatte, die ihr gehören, und gibt ihn Wayne zurück. Anhand der Daten findet Wayne heraus, dass es sich bei White Portuguese um das Schiff handelt, mit dem Luthor das Kryptonit ins Land gebracht hat. Dieser stellt derweil die Kaution für Wallace Keefe.
Superman bewertet Batmans Methoden als unmoralisch und fordert ihn bei einer Konfrontation auf, die Selbstjustiz zu beenden. Derweil erfährt Lois Lane von Swanwick, dass sowohl das Projektil als auch die Sicherheitsleute von Luthors Firma LexCorp stammen. Sie vermutet, dass das Unterfangen als Falle für Superman gedacht war, um ihn als Bedrohung darzustellen. Als Lois fragt, wie Luthors Leute wissen konnten, dass Superman dort auftaucht, wird ihr klar, dass Luthor die Verbindung zwischen ihr und Superman und damit dessen zivile Identität kennen muss. Derweil erhalten Wayne und Clark mysteriöse Nachrichten, welche sie dem jeweils anderen zuordnen. Senatorin Finch bestellt Superman zu einer Anhörung im Kapitol ein, wo die Angemessenheit seiner Taten erörtert werden soll. Bei der Anhörung kommt es zu einem von Keefe auf Luthors Geheiß verübten Bombenanschlag, der etliche Anwesende, darunter Finch, tötet. Die Öffentlichkeit diskutiert, ob Superman möglicherweise daran beteiligt war. Luthor erforscht derweil Zods Leiche und das Raumschiff.
Nach dem Bombenattentat entwendet Batman, der immer wieder Alpträume von einer Welt hat, die von Superman tyrannisch regiert wird, das Kryptonit aus Luthors Labor und konstruiert selbst Waffen gegen Superman. Er intensiviert sein körperliches Training und entwickelt eine gepanzerte Kampfrüstung, Kryptonit-Gaspatronen sowie einen Speer mit einer Spitze aus Kryptonit. Auf dem Datenträger entdeckt er ein 100 Jahre altes Foto, auf dem Diana Prince zu sehen ist, und Videoaufnahmen von Aquaman, Flash und Cyborg.
Luthor nimmt derweil Supermans Ziehmutter Martha Kent als Geisel, lässt sie von seinen bewaffneten Männern bewachen und erpresst damit Superman, Batman innerhalb einer Stunde zu töten. Dieser fliegt nach Gotham City, wo Batman bereits auf ihn wartet. Es kommt zum Zweikampf, und mit Hilfe des Kryptonits, das Superman entscheidend schwächt, scheint Batman zu gewinnen. Als Superman seine Mutter Martha erwähnt, lässt Batman, dessen Mutter denselben Namen trug, von ihm ab. Er erkennt, dass Luthor Superman und ihn manipuliert hat. Auch die Nachrichten, die sie erhielten, stammten von Luthor, um sie gegeneinander aufzustacheln.
Zur gleichen Zeit treten Erschütterungen aus dem kryptonischen Raumschiff auf. Batman schaltet Luthors Männer aus und befreit Martha Kent aus der Gefangenschaft, während Superman im Raumschiff Luthor stellt. Dieser hat in der Zwischenzeit aus Zods Leiche das Monster Doomsday erschaffen. Es greift Superman an und zerstört alles in seiner Umgebung. Batman lockt das Monster in den Hafen von Gotham City, wo sich noch der Kryptonitspeer befindet. Dort kommt ihnen Diana Prince als die Amazone Wonder Woman zu Hilfe. Während sie Doomsday mit ihrem Lasso bannt und Batman ihn mit Kryptonitgas schwächt, kann Superman ihn mit dem Speer aufspießen. Dabei rammt Doomsday einen Knochenfortsatz seines Arms in Supermans Brust und beide sterben.
Schließlich trauern Bruce Wayne und Diana zusammen mit Lois und Martha an Clark Kents Grab. Wayne plant, ein Team aus Metawesen mit übernatürlichen Fähigkeiten zusammenzustellen, da Luthor ihn vor einer drohenden größeren Gefahr gewarnt hatte. Lois verstreut Erde über Supermans Sarg, die am Ende leicht aufsteigt.

## Produktion

### Entstehung
Im Juni 2013, im selben Monat als Man of Steel Filmpremiere feierte, kündigte Warner Bros. dessen Fortsetzung für das Jahr 2014 an. Außerdem wurde bekannt gegeben, dass Zack Snyder als Regisseur und David S. Goyer als Drehbuchautor zurückkehren sollen. Auf der San Diego Comic Con gab Snyder wenige Wochen später bekannt, dass der Erscheinungstermin auf 2015 verschoben wurde und dass neben Superman auch Batman ein wesentlicher Charakter in der Fortsetzung zu Man of Steel sein wird. Damit ist Batman v Superman: Dawn of Justice der erste Kinofilm, bei dem Superman und Batman aufeinandertreffen. Christopher Nolan, Produzent und Drehbuchautor des Vorgängerfilms sowie Regisseur, Drehbuchautor und Produzent der Batman-Filme Batman Begins, The Dark Knight und The Dark Knight Rises, wirkt im Film nur noch als Ausführender Produzent mit.
Inspiriert wurde Batman v Superman: Dawn of Justice besonders durch Frank Millers Werk Batman – Die Rückkehr des Dunklen Ritters, wie beispielsweise am Batsuit erkennbar ist. Allerdings stellt Batman v Superman: Dawn of Justice gemäß Snyder keine Adaption des Stoffs dar. Auch der Film The Dark Knight Rises, der vier Jahre zuvor erschien, ließ sich bereits vom Werk Millers inspirieren. Erstmals im Kino in einem Realfilm ist auch Wonder Woman zu sehen, deren Leinwandauftritt Warner Bros. bereits seit 1996 ankündigte. Nachdem das Drehbuch durch Goyer zu Ende geschrieben war, wurde Chris Terrio Ende 2013 beauftragt, eine verbesserte Version zu schreiben, da Goyer sich bereits um andere Projekte kümmerte. Während die Dreharbeiten liefen, überarbeitete auch Ben Affleck verschiedene Szenen des Skripts. Während in Goyers Version Batman am Ende des Filmes Lex Luthor mit einem Brandzeichen versieht, schrieb Terrio eine Wandlung von Batmans Verhalten durch die Konfrontation mit Superman. Terrios Textzeilen für Lois Lane sind eine Hommage an Marie Colvin.
Im Mai 2014 wurde der offizielle Filmtitel, Batman v Superman: Dawn of Justice, bekannt gegeben. Zuvor war der Film unter dem Arbeitstitel Man of Steel 2 und später Batman vs. Superman bekannt. Snyder meinte, dass das „v“ (englische Aussprache: ['viː]) im Titel das „Versus“ ersetzt und somit ein schlichter Filmtitel auf elegante Art vermieden werden konnte.
Neben Hans Zimmer, der auch im Vorgängerfilm die Musik zum Film erstellte, beteiligte sich Tom Holkenborg, auch als Junkie XL bekannt, an der Komposition. Im September 2013 wurde bekannt, dass Larry Fong, der mit Snyder bereits an den Filmen 300, Watchmen – Die Wächter sowie Sucker Punch zusammenarbeitete, Amir Mokri als Kameramann ersetzte.

### Besetzung

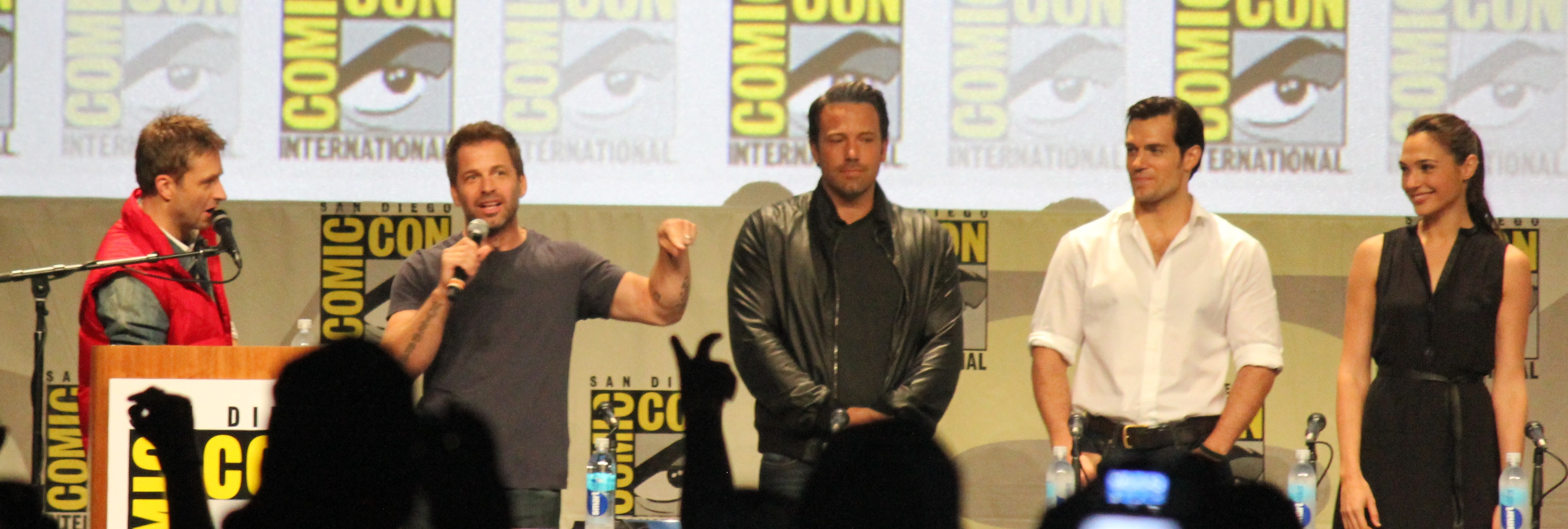
Von links nach rechts: Chris Hardwick (Gastgeber), Zack Snyder, Ben Affleck, Henry Cavill und Gal Gadot auf der San Diego Comic-Con 2014

Aus dem Vorgängerfilm kehren Henry Cavill als Superman, Amy Adams als Lois Lane, Diane Lane und Kevin Costner als Martha und Jonathan Kent und Laurence Fishburne als Perry White in ihren Rollen zurück. Als zweiter Hauptdarsteller fungiert nun der neu gecastete Darsteller Ben Affleck als Batman. Er war bereits 2003 im Film Daredevil in der Hauptrolle eines Comichelden zu sehen, wobei er für die Rolle vorwiegend negative Kritiken erhielt. Affleck entschloss sich daraufhin, nie wieder die Hauptrolle eines solchen Filmes anzunehmen, und meinte später, nachdem ihm die Rolle Batmans angeboten wurde, zusätzlich, dass er zu alt für jene Rolle sei. Snyder konnte Affleck jedoch davon überzeugen, als Batman in Batman v Superman: Dawn of Justice mitzuspielen, da er meinte, dass er einen gealterten Batman suche und nicht einen solchen, den Christian Bale in Nolans Filmtrilogie verkörperte. Zahlreiche DC-Fans kritisierten die Besetzung und meinten, dass Affleck für die Rolle nicht einschüchternd genug sei.
Ebenfalls unter Kritik geriet die Besetzung Jesse Eisenbergs als Supermans Gegenspieler Lex Luthor. Eisenberg, der zu der Zeit, in der er die Rolle erhielt, 30 Jahre alt war, ist gemäß den Kritikern ein viel zu junger Schauspieler für die Rolle. Auch der Cast von Gal Gadot als Amazone Wonder Woman stieß auf kontroverse Diskussionen. Ihr Charakter soll laut Produzent Charles Roven an den New 52 angelehnt sein, in welchen sie als Tochter von Zeus eine Halbgöttin darstellt. Allerdings meinen Kritiker in sozialen Medien, dass ihr Körper nicht dem einer Kriegerin entspräche.
In Batman v Superman: Dawn of Justice treten erstmals in einer Realverfilmung Victor Stone alias Cyborg, der von Ray Fisher gespielt wird, Arthur Curry alias Aquaman, verkörpert durch Jason Momoa, sowie Barry Allen alias The Flash, gespielt von Ezra Miller auf. Zudem spielt Jeremy Irons erstmals Alfred Pennyworth, den Butler des Milliardärs Bruce Wayne, der sich hinter der Maske Batmans befindet, und Tao Okamoto Luthors Assistentin Mercy Graves. Bruce Waynes verstorbene Eltern Thomas und Martha Wayne werden von Jeffrey Dean Morgan und Lauren Cohan dargestellt. Im August 2015 wurde bestätigt, dass Michael Shannon, der in Man of Steel den Widersacher General Zod verkörperte und von Superman getötet wurde, auch in der Fortsetzung mitspielen wird. Durch die Veröffentlichung eines Trailers am 2. Dezember 2015 wurde das Auftreten von Doomsday bestätigt.

### Dreharbeiten
Am 19. Oktober 2013 begannen die Dreharbeiten zum Film. Am East Los Angeles College wurde dabei ein American-Football-Spiel aufgenommen, das ein Spiel zwischen der Universität von Gotham City, der Stadt, in der Batman heimisch ist, und Metropolis, der Stadt, in der Superman lebt, darstellen soll. Im November 2013 wurde auch in Yorkville, Illinois, gedreht. Diese Gegend stellte in Man of Steel die Kulisse der Kent-Farm, auf der Superman seine Kindheit verbrachte, dar. Am 19. Mai 2014 begannen die Dreharbeiten mit den Hauptdarstellern in Detroit, Michigan, wo auch Gal Gadot, die Wonder Woman spielt, gesichtet wurde. Im November 2014 wurde zudem in Chicago gedreht. Ein ursprünglich in Marokko geplanter Dreh wurde aufgrund der Ebolafieber-Epidemie kurzfristig nach New Mexico verlegt. Des Weiteren wurde der Film in den Michigan Motion Picture Studios und im Südpazifik gedreht. Diverse Szenen wurden mit IMAX-Kameras gedreht, wie beispielsweise der Mord an den Eltern von Bruce Wayne. Die Dreharbeiten endeten im Dezember 2014.

### Comic- und Filmvorlagen
Die Filmhandlung schließt direkt an die Geschehnisse des Vorgängerstreifens Man of Steel an. Die Handlung entnimmt unter anderem Elemente aus den Comics Batman – Die Rückkehr des Dunklen Ritters von Frank Miller, in dem ein gealterter, düsterer Batman gegen einen Superman kämpft, der Werkzeug einer korrupten US-Regierung ist, sowie Der Tag, an dem Superman starb, in dem Superman gegen Doomsday den Tod findet. Ebenfalls wurde angemerkt, dass Jesse Eisenbergs Version von Lex Luthor eher existierenden Interpretationen des Jokers folgt. Die Anfangsszene von Batman v Superman macht die Parallelen des Werkes zu anderen Filmen deutlich: Das Kind Bruce Wayne geht mit seinen Eltern an einem Kino vorbei, in dem Im Zeichen des Zorro und Excalibur gezeigt werden.

## Synchronisation
Die Synchronisation übernahm die Interopa Film GmbH in Berlin. Die Dialogregie stammte von Stefan Fredrich. Das Dialogbuch schrieb Klaus Bickert.
| Rolle                       | Darsteller          | Synchronsprecher     |
| --------------------------- | ------------------- | -------------------- |
| Bruce Wayne / Batman        | Ben Affleck         | Peter Flechtner      |
| Clark Kent / Superman       | Henry Cavill        | Alexander Doering    |
| Alfred Pennyworth           | Jeremy Irons        | Thomas Fritsch       |
| Lois Lane                   | Amy Adams           | Giuliana Jakobeit    |
| Diana Prince / Wonder Woman | Gal Gadot           | Sanam Afrashteh      |
| Lex Luthor                  | Jesse Eisenberg     | Leonhard Mahlich     |
| Martha Kent                 | Diane Lane          | Arianne Borbach      |
| Perry White                 | Laurence Fishburne  | Tom Vogt             |
| Jonathan Kent               | Kevin Costner       | Frank Glaubrecht     |
| Dr. Silas Stone             | Joe Morton          | Oliver Siebeck       |
| General Amajagh             | Sammi Rotibi        | Michael Ojake        |
| Thomas Wayne                | Jeffrey Dean Morgan | Charles Rettinghaus  |
| Senatorin June Finch        | Holly Hunter        | Cornelia Meinhardt   |
| Secretary Calvin Swanwick   | Harry J. Lennix     | Ronald Nitschke      |
| Wallace Keefe               | Scoot McNairy       | Matthias Deutelmoser |
| Barry Allen / The Flash     | Ezra Miller         | Patrick Baehr        |

## Vermarktung
Bereits während der Dreharbeiten veröffentlichten Regisseur Zack Snyder und Warner Bros. häufig Bilder von den Dreharbeiten zu Batman v Superman: Dawn of Justice zum Teil auf Twitter. Dabei waren neben den Hauptdarstellern, Affleck als Batman, Cavill als Superman und Gadot als Wonder Woman, häufig auch das Batmobil ein Hauptmotiv der Bilder.
Auf der San Diego Comic Con im Juli 2014 wurde mit einem Teaser-Trailer erstmals Videomaterial zum Film veröffentlicht. Der kurze Clip wurde jedoch von Warner Bros. lediglich dort einmalig gezeigt und nicht im Internet veröffentlicht. Der erste offizielle Trailer sollte am Tag der Premiere von Mad Max: Fury Road veröffentlicht werden. Allerdings wurde bereits im Vorfeld ein abgefilmter Trailer mit verwackelten Bildern im Internet geleakt. Nachdem dieser nicht mehr vollständig von dort gelöscht werden konnte, veröffentlichte Snyder den Trailer offiziell auf Twitter bereits früher als ursprünglich geplant. Auf der San Diego Comic Con 2015 wurde der zweite Trailer vorgestellt.
Eine Vorschau des dritten Trailers wurde am 30. November 2015 auf dem Fernsehsender Fox bei einer Werbeunterbrechung der Serie Gotham, als die Folge Worse Than a Crime erstausgestrahlt wurde, gezeigt. Der vollständige Trailer selbst wurde am 2. Dezember 2015 bei Jimmy Kimmel Live! gezeigt. Dabei wurde bestätigt, dass Doomsday auftreten wird. In der Halbzeitpause des Super Bowl 50 wurde in Kooperation mit der Fluggesellschaft Turkish Airlines zwei Werbespots gezeigt, in welchen fiktionale Flüge nach Gotham und Metropolis angeboten werden. Wenige Tage später, am 11. Februar 2016, veröffentlichte Warner Bros. den finalen Filmtrailer.

## Soundtrack
Der Soundtrack zum Film Batman v Superman: Dawn of Justice stammt von den Filmkomponisten Hans Zimmer und Junkie XL (Tom Holkenborg) und wurde am 18. März 2016 veröffentlicht. Zimmer kündigte im März 2016 an, dass Batman v Superman: Dawn of Justice sein vorerst letzter Superhelden-Soundtrack sein soll. Der Soundtrack umfasst 13 Lieder. Zudem enthält die Deluxe-Version fünf zusätzliche Bonustracks:
Titelliste des Soundtracks
1. Beautiful Lie
2. Their War Here
3. The Red Capes Are Coming
4. Day of the Dead
5. Must There Be A Superman?
6. New Rules
7. Do You Bleed?
8. Problems Up Here
9. Black and Blue
10. Tuesday
11. Is She With You?
12. This Is My World
13. Men Are Still Good (The Batman Suite)

Bonustracks
1. Blood of My Blood
2. Vigilante
3. May I Help You, Mr. Wayne?
4. They Were Hunters
5. Fight Night

## Veröffentlichung
Ursprünglich sollte Batman v Superman: Dawn of Justice bereits 2014 erscheinen. Einen Monat nach der Veröffentlichung des Vorgängerfilmes wurde der Termin jedoch auf 2015 verlegt. Warner Bros. strebte an, den Film am 17. Juli zu veröffentlichen, allerdings wurde das Veröffentlichungsdatum später auf den 6. Mai 2016 verschoben, da das Drehbuch nochmal überarbeitet wurde. Im August 2014 wurde der Start wiederum um mehr als einen Monat, auf den 25. März, vorverschoben, damit der Film nicht in direkter Konkurrenz zu dem Marvel-Film The First Avenger: Civil War in die Kinos kommt. In Deutschland kam der Film am 24. März 2016 in die Kinos. Batman v Superman: Dawn of Justice ist auch in 3D zu sehen.
Eine alternative Version des Films, die Ultimate Edition, die etwa 30 Minuten länger ist, erschien digital am 28. Juni 2016.

## Rezeption

### Erfolg
In den Vereinigten Staaten spielte Batman v Superman: Dawn of Justice am Premierentag 27,7 Millionen US-Dollar ein, womit der Erfolg im Vergleich zum Vorgängerstreifen, Man of Steel, mehr als verdoppelt wurde (12 Millionen US-Dollar). Weltweit nahm der Film am Premierenwochenende 424 Millionen US-Dollar ein, davon 170,1 Millionen US-Dollar in den Vereinigten Staaten. Nach dem zweiten Filmwochenende betrugen die Gesamteinnahmen 680 Millionen US-Dollar, welches trotz eines scharfen Umsatzeinbruchs und mäßiger Kritiken die Hoffnung auf das Durchbrechen der Milliardengrenze nährte. In der letzten Aprilwoche stand der Film auf 851 Millionen US-Dollar. Trotz deutlichen Übertreffens des Filmbudgets (250 Millionen US-Dollar) wurde dies als Enttäuschung angesehen, da Batman v Superman: Dawn of Justice hinter den Milliardenfilmen des konkurrierenden Marvel Cinematic Universes blieb und aufgrund mäßiger Mundpropaganda nur begrenzt Vorfreude für die nächsten Filme des DC-Franchises (Suicide Squad sowie Wonder Woman) weckte.
In den deutschen Kinos konnte der Film über 1,5 Millionen Besucher verzeichnen und platzierte sich damit auf Platz 18 der im Jahr 2016 gestarteten Filme (Stand 13. August 2017).
In der Liste der weltweit erfolgreichsten Filme aller Zeiten belegt Batman v Superman: Dawn of Justice derzeit Platz 86 (Stand: 19. April 2025).

### Kritik
Während der Dreharbeiten wurden Setfotos im Internet kritisiert. So ist auf einem Bild das Batmobil frontal zu sehen, wobei starke Feuerwaffen erkennbar sind. Chris Plante schrieb auf der Website The Verge beispielsweise, dass das Batmobil zwar auch in den Comics zum Teil mit Feuerwaffen ausgerüstet sei, allerdings sind sie in Batman v Superman: Dawn of Justice besonders groß und auffallend.
In den Vereinigten Staaten waren die Kritiken durchwachsen. Bei Rotten Tomatoes bekam der Film eine durchschnittliche Bewertung von 28 Prozent. Bei Metacritic erzielte der Film im Durchschnitt 44 von 100 Punkten. In US-amerikanischen Kritiken wurde häufig der mangelnde Erzählfluss kritisiert und die Leistung von Ben Affleck als Batman gelobt.
In Deutschland war das Stimmungsbild ähnlich gemischt. Spiegel Online schrieb, der Film sei „trotz zweier Supermänner kein guter Film“, kritisierte Regisseur Zack Snyder für „eine Aneinanderreihung pompöser Expositionen […] mit überflüssigen Traumsequenzen, die das eigentlich interessante persönliche Drama [zwischen Batman und Superman]“ trotz ansprechender Schauspielleistungen von Affleck, Cavill und Gadot nie zur Entfaltung brächten. Die FAZ lobte ebenfalls die Schauspieler, bemängelte die „glatt pathetische“ Inszenierung und sah letztlich „keinen schlechten Film“. Kino.de bewertete den Streifen als „durchschnittlich“ und lobte die Interpretation von Ben Affleck als Batman. Die Abendzeitung schrieb, der Film sei an manchen Stellen zu „wirr und langatmig“; sie lobte die „harte, aggressive und verbitterte“ Batman-Darstellung sowie Jesse Eisenberg in seiner Rolle als Lex Luthor. Moviejones.de bewertete den Film mit 2,5 von 5 Punkten und kritisierte ihn als „kalt und seelenlos“. Die epd Film grenzt das Zielpublikum ein: „Wer etwas übrig hat für die Zeitlupen und die Zerstörungswut von Zack Snyder, wird dem Film vielleicht etwas abgewinnen können, zumal Wonder Woman ihr vielversprechendes Leinwanddebüt gibt. Doch dürftig motivierte Protagonisten und eine unbefriedigende Geschichte machen den Auftakt der DC-Comics-Saga zu einem ermüdend-nervigen Film“.

### Auszeichnungen
- Bogey in Bronze: für mehr als 1 Million Besucher in 10 Tagen[88]
- Goldene Himbeere für die schlechteste Neuverfilmung
- Goldene Himbeere für den schlechtesten Nebendarsteller (Jesse Eisenberg)
- Goldene Himbeere für das schlechteste Leinwandpaar (Ben Affleck und Henry Cavill)
- Goldene Himbeere für das schlechteste Drehbuch (Chris Terrio und David S. Goyer)
- Goldene Himbeere nominiert für den schlechtesten Film
- Goldene Himbeere nominiert für den schlechtesten Darsteller (Ben Affleck)
- Goldene Himbeere nominiert für den schlechtesten Darsteller (Henry Cavill)
- Goldene Himbeere nominiert für die schlechteste Regie (Zack Snyder)

## Fortsetzungen / Reboot
Batman v Superman: Dawn of Justice ist der zweite Teil einer Filmreihe, die in einem Filmuniversum von DC Comics spielt und im Jahr 2013 mit Man of Steel begann. Am 4. August 2016 erschien der Film Suicide Squad, in dem der Fokus besonders auf Batmans Antagonisten, wie dem Joker oder Deadshot, gelegt wird. Am 2. Juni 2017 erschien die erste Solo-Realverfilmung über die Figur Wonder Woman unter dem gleichen Namen in den US-amerikanischen Kinos. Nach diesem Film trat Wonder Woman im November 2017 im Film Justice League gemeinsam mit unter anderem Batman und Superman als Teil des Superheldenteams Justice League auf. Im April 2016 wurde bekanntgegeben, dass Ben Affleck einen neuen Batman-Film inszenieren wird, doch Ende Januar 2017 trat Affleck als Regisseur zurück. Einen Monat später wurde Matt Reeves offiziell als neuer Regisseur bekannt gegeben. Der Film The Batman erschien am 4. März 2022 in den amerikanischen Kinos, ist jedoch keine direkte Fortsetzung, sondern ein Reboot der Batman-Reihe.